# 1962 en Nouvelle-Écosse
Chronologie de la Nouvelle-Écosse
- 1958
- 1959
- 1960
- 1961
- 1962
- 1963
- 1964
- 1965
- 1966

Cette page concerne des événements survenus en 1962 dans la province canadienne de Nouvelle-Écosse.

## Politique
- Premier ministre : Robert Stanfield
- Chef de l'Opposition :
- Lieutenant-gouverneur : Edward Chester Plow
- Législature :